# Földes Milán
Földes Milán (Székesfehérvár, 1993. április 9. –) magyar utánpótlás-válogatott labdarúgó, az FC Dabas játékosa.